# Полиция Майами. Отдел нравов
«Полиция Майами. Отдел нравов» (англ. Miami Vice) — американская криминальная драма 2006 года с Колином Фарреллом и Джейми Фоксом в главных ролях. Фильм снят Майклом Манном по мотивам одноимённого телесериала 1984—1989 годов. Слоган фильма — «Без закона. Без правил». Релиз на Blu-Ray состоялся 1 февраля 2011 года. На IMDb фильм имеет рейтинг 6,00 из 10. Рейтинг кинокритиков в мире 47 % положительных рецензий.

## Сюжет
Во время проведения операции по задержанию сутенёра Нептуна в ночном клубе детективы отдела нравов полиции Майами-Дейд Джеймс «Сонни» Крокетт и Рикардо «Рико» Таббс получают тревожный звонок от своего бывшего информатора Алонзо Стивенса. Стивенс сообщает, что уезжает из города, и, полагая, что его жене Леонетте грозит непосредственная опасность, просит Рико проверить, как она там. Крокетт узнаёт, что Стивенс работал информатором ФБР, но был скомпрометирован.
Крокетт и Таббс быстро связываются со специальным агентом ФБР Джоном Фуджимой и предупреждают его о безопасности Стивенса. Выследив Стивенса с помощью транспондера и воздушного наблюдения, Крокетт и Таббс останавливают его на шоссе I-95. Стивенс рассказывает, что колумбийскому картелю стало известно, что русские тайные агенты (ныне покойные) работают с ФБР, и угрожал убить Леонетту с помощью взрывчатки, если он не признаётся. Рико, узнав о смерти Леонетты по телефону, сообщает Алонзо, что ему не нужно возвращаться домой. Услышав это, убитый горем Стивенс совершает самоубийство, выйдя на дорогу перед встречным грузовиком.
По пути к месту убийства Сонни и Рико получают звонок от лейтенанта Мартина Кастильо, который приказывает им не вмешиваться. Он просит их встретиться с ним в центре города, где их знакомят с Джоном Фуджимой, главой объединённой межведомственной оперативной группы ФБР, Управления по борьбе с наркотиками и Таможенной службы во Флориде. Крокетт и Таббс ругают Фуджиму за допущенные ошибки и спрашивают, почему не была привлечена полиция. Фуджима выясняет, что колумбийская группировка, входящая в состав A.U.C., очень сложна и управляется Хосе Йеро, которого первоначально считали лидером картеля. Фуджима привлекает на помощь Крокетта и Таббса, зачисляя их в опергруппу в качестве информаторов для ФБР, и они продолжают расследование, захватывая несколько скоростных катеров, доставлявших наркотики от колумбийцев. Затем они используют свои связи с информаторами из Майами, чтобы организовать встречу с картелем.
Выдавая себя за контрабандистов, Сонни и Рико предлагают свои услуги Йеро, сотруднику службы безопасности и разведки картеля. После напряженной встречи они проходят проверку и представляются Арканджелу де Хесусу Монтойе, главарю наркосиндиката. В ходе расследования Крокетт и Таббс узнают, что картель использует «Арийское братство» для распространения наркотиков и снабжает их самым современным оружием (которое они использовали для убийства русских). Тем временем Крокетт пытается собрать дополнительные доказательства у финансового советника и любовницы Монтойи, Изабеллы, но в итоге начинает тайный роман во время путешествия с ней на скоростном катере на Кубу. Таббс начинает опасаться за безопасность команды из-за интрижки Крокетта. Эти опасения вскоре оправдываются, когда Труди, агент разведки отряда и девушка Рико, похищена «Арийским братством» по приказу Йеро, который никогда не доверял Крокетту и Таббсу. Арийское братство требует, чтобы Крокетт и Таббс доставили груз картеля прямо к ним. С помощью лейтенанта Кастильо отряд определяет место нахождения Труди по триангуляции на передвижной дом в парке трейлеров и проводит спасательную операцию, но она получает тяжёлое ранение, когда Таббс не успевает эвакуировать её до того, как Йеро дистанционно взрывает бомбу. Вскоре после этого Йеро раскрывает предательство Изабеллы Монтойе и захватывает её. В ходе разборки Крокетт и Таббс противостоят Йеро, его людям и «Арийскому братству» в порту Майами.
Во время перестрелки Крокетт начинает вызывать подкрепление. Изабелла видит его полицейский жетон и рацию, и понимает, что он полицейский.. Таббс стреляет в Йеро, который пытается спастись. После перестрелки Крокетт отвозит Изабеллу в тайное убежище и настаивает на том, что ей придется уехать без него. Изабелла говорит ему, что «время — это удача», надеясь на продолжение отношений, но он отвечает, что у них «закончилось время».
Крокетт устраивает так, чтобы Изабелла покинула страну и вернулась домой на Кубу, избежав таким образом ареста. Тем временем Таббс наблюдает за Труди в больнице, когда она начинает выходить из комы.

## В ролях
| Актёр               | Роль                   |
| ------------------- | ---------------------- |
| Колин Фаррелл       | Джеймс «Санни» Крокетт |
| Джейми Фокс         | Рикардо Таббс          |
| Гун Ли              | Изабелла               |
| Наоми Харрис        | Труди Джоплин          |
| Луис Тосар          | Монтойя                |
| Джон Ортис          | Хосе Йеро              |
| Элизабет Родригес   | Джина Калабрезе        |
| Джастин Теру        | детектив Ларри Зито    |
| Киаран Хайндс       | агент ФБР Фуджима      |
| Барри Шабака Хенли  | Кастилло               |
| Доменик Ломбардоззи | детектив Стэн Свитек   |
| Исаак де Банколе    | Нептун                 |
| Джон Хоукс          | Алонсо Стивенс         |
| Эдди Марсан         | Николас                |
| Том Таулз           | Коулман                |
| Олег Тактаров       | русский охранник       |